# Brainville, Meurthe-et-Moselle
Brainville är en kommun i departementet Meurthe-et-Moselle i regionen Grand Est (tidigare regionen Lorraine) i nordöstra Frankrike. Kommunen ligger i kantonen Conflans-en-Jarnisy som tillhör arrondissementet Briey. År 2022 hade Brainville 169 invånare.

## Befolkningsutveckling
Antalet invånare i kommunen Brainville
| Referens: INSEE |